# لغة الإشارة الليبية
لغة الإشارة الليبية هي لغة إشارة للصم في ليبيا. وتنتمي إلى أسرة لغة الإشارة العربية (هندريكس 2008).